# Donus II

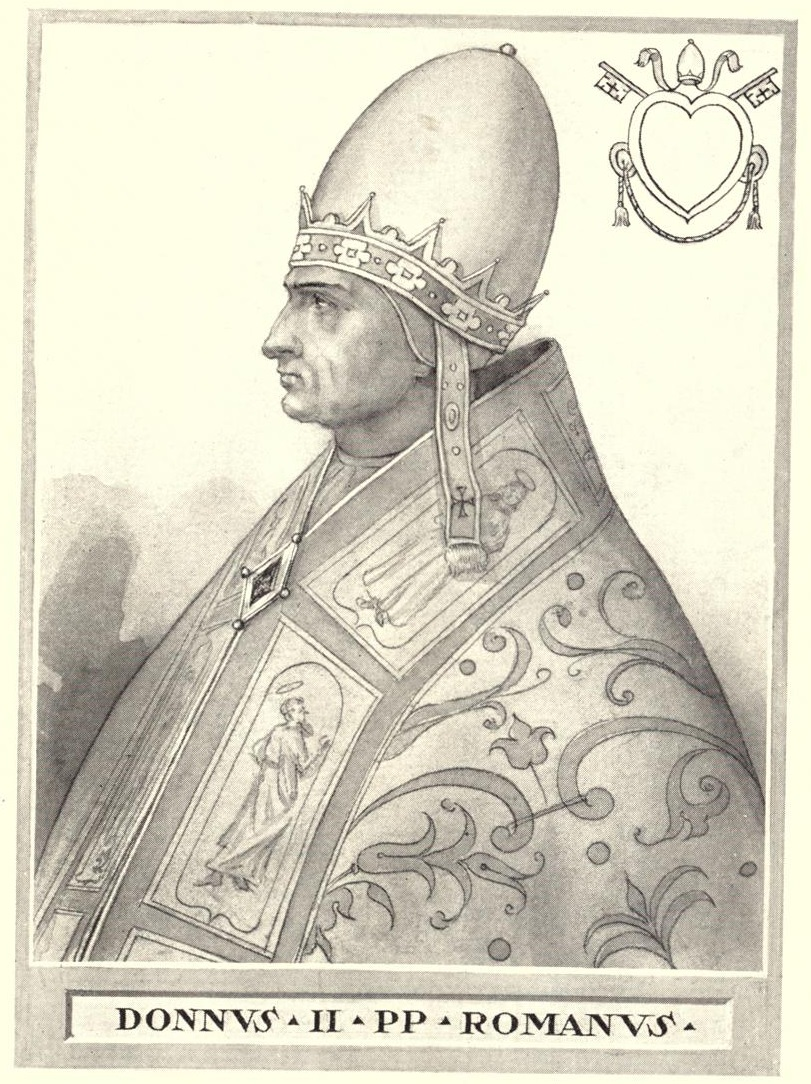
Donus II

Donus II, född i Rom, skall enligt vissa källor ha valts till motpåve den 20 december 973 och regerat några månader in på 974. 1926 års utgåva av Annuaire Pontifical Catholique förväxlar honom sannolikt med Donus, medan Annuario Pontificio för år 2001 slår fast att någon Donus II aldrig har existerat.
Äldre källor gör gällande att denne Donus II var en viss Domnus som omkring år 972 utsågs till kardinaldiakon av Johannes XIII.
Namnet "Donus" som i medeltida påvelängder förekommer mellan Benedictus VI och motpåven Bonifatius VII (som dock från början ansågs vara en legitim påve) kan vara frukten av ett skrivfel. "Domnus", en förkortning av latinets ord för herre, "Dominus", har med sannolikhet missuppfattats som ett egennamn, Donnus eller Donus. Det latinska ordet för herre skall således ha syftat på Bonifatius VII eller möjligtvis på Benedictus VI.